# 大林末雄
大林 末雄（おおばやし すえお、1895年（明治28年）3月8日 - 1983年（昭和58年）4月13日）は、日本の海軍軍人。最終階級は海軍少将。愛知県宝飯郡佐脇村（のち御津村→御津町、現在の豊川市）上佐脇出身。

## 略歴
旧制愛知県第一中学校より、海軍兵学校および陸軍士官学校（第27期）を受験し、双方に合格している。海軍兵学校第43期入校。入校時成績順位は100名中第94位、卒業時成績順位は96名中第22位。

## 年譜
- 1895年（明治28年）3月8日- 愛知県宝飯郡佐脇村上佐脇（現在の豊川市）生
- 1908年（明治41年）4月1日- 愛知県第四中学校（現在の愛知県立時習館高等学校）入学
- 1912年（大正元年）8月31日- 愛知県立第四中学校中途退学
  - 9月9日- 海軍兵学校入校 入校時成績順位100名中第94位
- 1915年（大正4年）12月16日- 海軍兵学校卒業 卒業時成績順位96名中第22位・任 海軍少尉候補生・装甲巡洋艦「吾妻」乗組・練習艦隊近海航海出発 佐世保~仁川~旅順~大連~鎮海~舞鶴~鳥羽方面巡航
- 1916年（大正5年）4月3日- 帰着
  - 4月20日- 練習艦隊遠洋航海出発 香港~シンガポール~フリーマントル~メルボルン~シドニー~ウェリントン~オークランド~ヤルート~ポナペ~トラック~父島方面巡航 
  - 8月22日- 帰着
  - 8月25日- 戦艦「鹿島」乗組
  - 12月1日- 任 海軍少尉
- 1917年（大正6年）12月1日- 戦艦「伊勢」乗組
- 1918年（大正7年）10月1日- 装甲巡洋艦「吾妻」乗組 海軍少尉候補生指導官附 
  - 11月21日- 練習艦隊近海航海出発
  - 12月1日- 任 海軍中尉
- 1919年（大正8年）2月7日- 帰着
  - 3月1日- 練習艦隊遠洋航海出発 上海~基隆~馬公~香港~マニラ~シンガポール~フリーマントル~セブ~パラオ~トラック~サイパン~二見方面巡航 
  - 7月26日- 帰着
  - 8月5日- 3等駆逐艦「白露」乗組
  - 12月1日- 海軍水雷学校普通科学生
- 1920年（大正9年）5月31日- 海軍砲術学校普通科学生
  - 12月1日- 戦艦「鹿島」分隊長心得
- 1921年（大正10年）12月1日- 任 海軍大尉・海軍砲術学校高等科第21期学生
- 1922年（大正11年）11月30日- 海軍砲術学校高等科修了
  - 12月1日- 2等駆逐艦「菫」乗組
- 1923年（大正12年）12月1日- 軽巡洋艦「大井」分隊長
- 1924年（大正13年）12月1日- 戦艦「日向」分隊長
- 1925年（大正14年）12月1日- 海軍砲術学校教官兼分隊長
- 1927年（昭和3年）5月25日- 戦艦「陸奥」副砲長兼分隊長
- 1929年（昭和4年）11月30日- 軽巡洋艦「長良」砲術長
- 1930年（昭和5年）11月15日- 第3戦隊砲術参謀
- 1931年（昭和6年）12月1日- 重巡洋艦「妙高」砲術長
- 1932年（昭和7年）12月1日- 任 海軍中佐・戦艦「日向」砲術長
- 1933年（昭和8年）11月15日- 海軍砲術学校教官
- 1935年（昭和10年）10月10日- 海防艦「八雲」副長
- 1936年（昭和11年）3月19日- 練習艦隊近海航海出発
  - 5月17日- 帰着
  - 6月9日- 練習艦隊遠洋航海出発 シアトル~サンフランシスコ~ロスアンゼルス~バルボア~コロン~ハバナ~ボルチモア~ニューヨーク~コロン~マンサニーリョ~ホノルル~ヤルート~トラック~サイパン方面巡航 
  - 11月20日- 帰着
  - 12月1日- 佐伯海軍航空隊副長
- 1937年（昭和12年）12月1日- 任 海軍大佐
  - 12月15日- 特設水上機母艦「香久丸」艦長
- 1938年（昭和13年）12月15日- 鹿屋海軍航空隊司令
- 1939年（昭和14年）9月6日- 兼 支那方面艦隊司令部附
- 1940年（昭和15年）10月15日- 館山海軍航空隊司令
- 1941年（昭和16年）1月25日- 博多海軍航空隊司令
  - 9月20日- 航空母艦「瑞鳳」艦長
- 1942年（昭和17年）12月5日- 連合艦隊司令部附
  - 12月10日- 戦艦「日向」艦長
- 1943年（昭和18年）5月1日- 任 海軍少将
  - 7月1日- 第51航空戦隊司令官
- 1944年（昭和19年）2月1日- 第3航空戦隊司令官
  - 2月15日- 兼 第653海軍航空隊司令
  - 3月29日- 免 第653海軍航空隊司令
  - 10月1日- 第1機動艦隊参謀長 兼第3艦隊参謀長
  - 11月15日- 海軍軍令部出仕
  - 12月10日- 第一航空戦隊司令官
- 1945年（昭和20年）2月10日- 海軍軍令部出仕
  - 3月20日- 第1特攻戦隊司令官
  - 9月30日- 予備役編入
- 1947年（昭和22年）11月28日- 公職追放仮指定[1]
- 1983年（昭和58年）4月13日- 死去 享年88